# Carolyn Cole

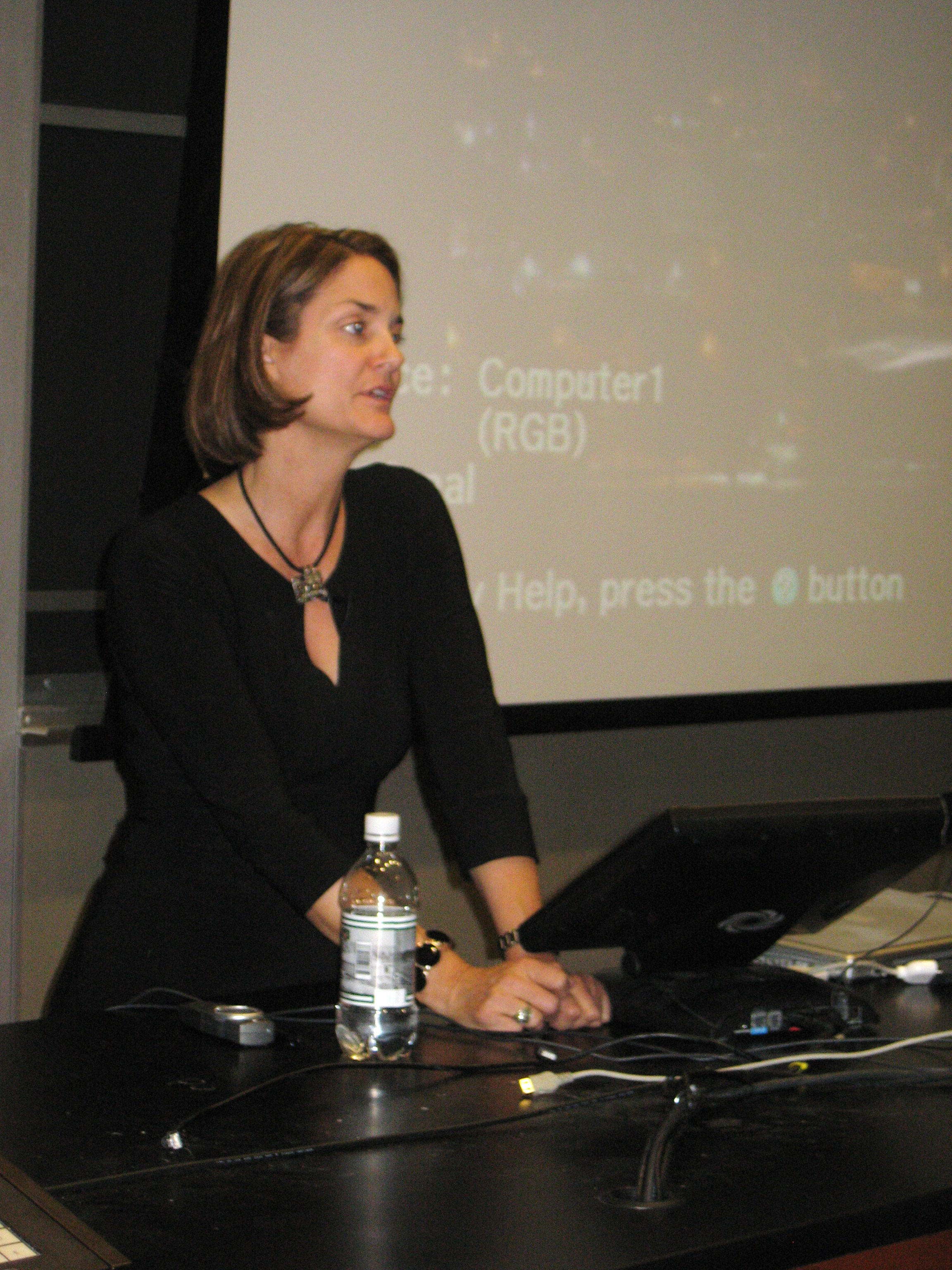
Carolyn Cole an der Ohio University (2009)

Carolyn Cole (* 24. April 1961 in Boulder, Colorado) ist eine US-amerikanische Fotografin.

## Leben und Werk
Cole, geboren 1961 in Boulder im Bundesstaat Colorado, arbeitet u. a. für die Los Angeles Times. 2004 gewann sie den Pulitzer Prize for Feature Photography für ihre Reportage über die Situation in Monrovia während des Liberianischen Bürgerkriegs 2003.
Bekannt wurde Cole durch ihre Bilder der sogenannten „North-Hollywood-Schießerei“ 1997, die später als Beweismaterial bei dem Prozess verwendet wurden, und die dem Berichterstatterteam der Los Angeles Times 1998 den Pulitzer-Preis einbrachten. Cole war als Fotoreporterin 1999 im Kosovokrieg, 2001 in Afghanistan, 2003 in Liberia und dem Irak sowie 2004 während des Sturz von Jean Bertrand Aristide auf Haiti.
In ihren Bildern, die Cole 2019 bei einer Ausstellung im Kunstpalast Düsseldorf präsentierte, zeigt sie sich als sachliche Beobachterin; auch Nahaufnahmen vom Massengrab in Liberia sind nicht voyeuristisch aufgenommen. Ihre Kamera bleibt zumeist in respektvoller mittlerer Distanz.

## Auszeichnungen
- 2002: National Press Photographers Association (NPPA), Photographer of the Year
- 2002: Robert Capa Gold Medal
- 2003: Robert Capa Gold Medal
- 2003: Pulitzer Prize Nomination
- 2003: George Polk Award
- 2004: Pictures of the Year International[4]
- 2004: NPPA Newspaper Photographer of the Year
- 2004: Pulitzer Prize for Feature Photography
- 2004: World Press Photo Award
- 2007: NPPA Newspaper Photographer of the Year[5]